# تصويت إلكتروني

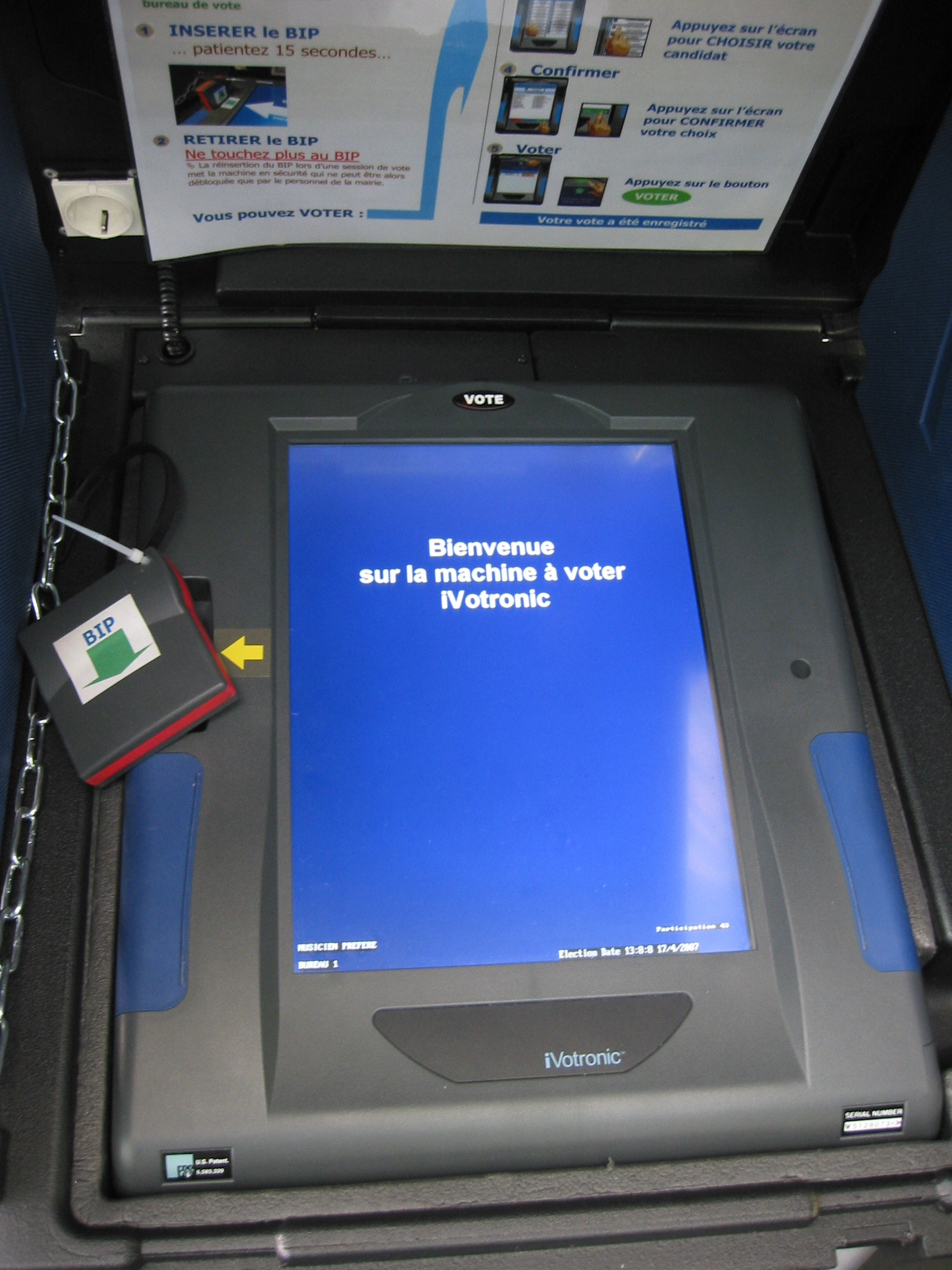
آلة تصويت الكتروني

التصويت الإلكتروني (معروف كذلك بـالتصويت - إ)[بحاجة لمصدر] هو التّعبير الذي يشمل عدّة أنواع مختلفة من الاقتراع، يشمل كل الوسائل الإلكترونية للتّصويت والوسائل الإلكترونية لحساب الأصوات.

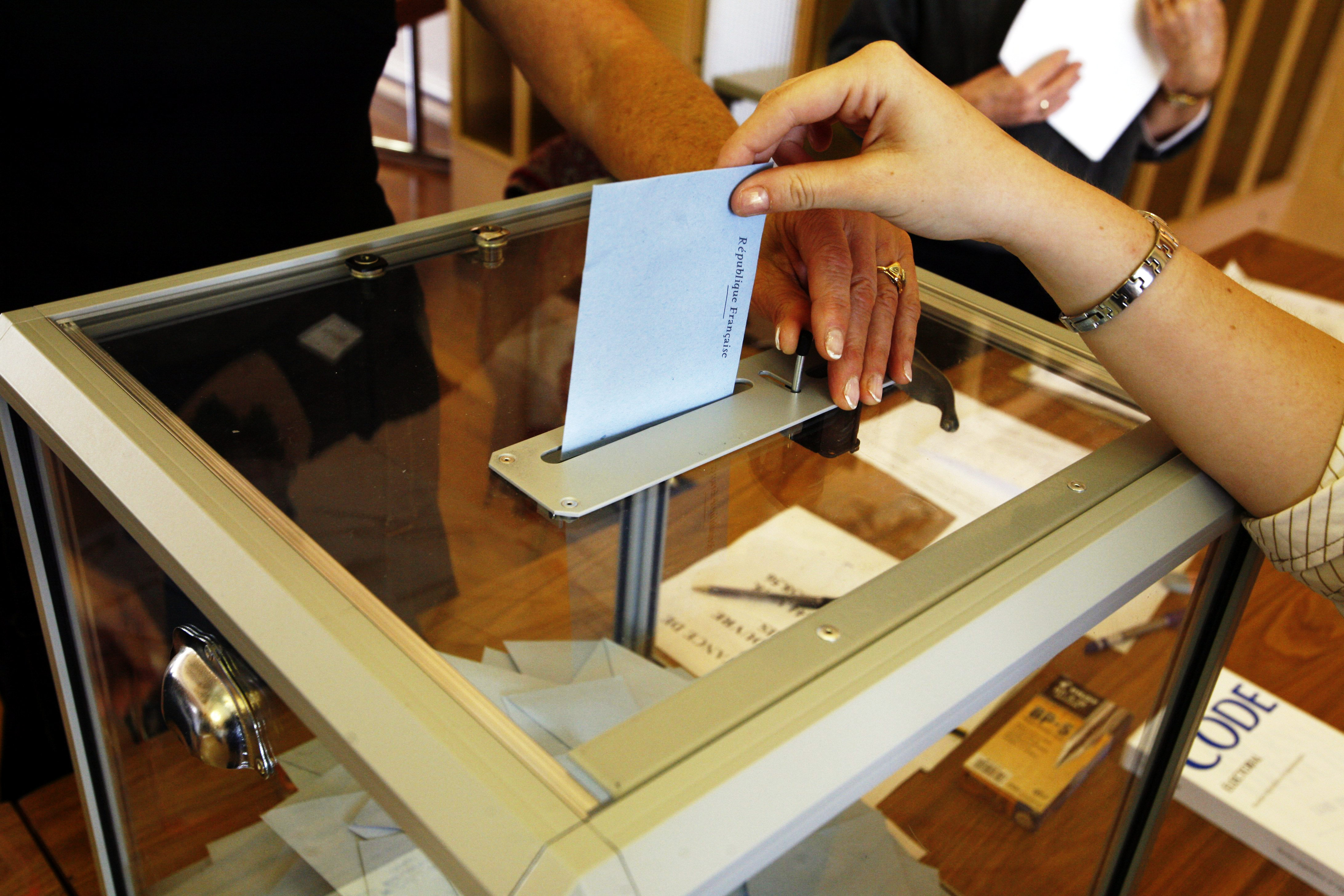
التّصويت جزء مهم من العملية الديمقراطية صندوق تصويت عربي.

تشير هذه المصطلحات إلى عملية التصويت التي يستخدم فيها الوسائل الإلكترونية لصب الأصوات ونتائج الفرز. التصويت الإلكتروني وتشمل أساليب المسح الضوئي -
- نظم التصويت مثلاً: نظم التصويت المتخصص drew أو التسجيل المباشر لنظم التصويت الإلكتروني،
- نظم التعريف ببطاقات هويات وطنية رقمية،
- الانترنت، * شبكات الحاسوب، * نظم الاتصالات الهاتفية.

## مزايا التصويت الإلكتروني
له مزايا كثيرة أكثر من الطريقة التقليدية للتصويت..
بعض من هذه المزايا هي:
أقل تكلفة وأسرع في جدولة النتائج، وتحسين أمكانيه الوصول إليها، بدقة أكبر، وأقل خطورة من الأخطاء البشرية والميكانيكية..

## استخداماته
يستخدم من قبل العديد من البلدان في جميع أنحاء العالم في:
من أهم مجلاته الانتخابات حيث يتم تصويت على الثقة عبر أجهزة مخصصة لذلك ولقد ساعد ذلك كثيرا في تسريع عملية فرز الأصوات، فضلا عن زيادة نسبة الإقبال بين الناخبين ذوي الاحتياجات الخاصة.. مثلا استخدم في الانتخابات الرئاسية الفرنسية بيد أن العديد من البلدان امتنعت عن استخدامه لقلقهم إزاء احتمال تزوير الانتخابات نتيجة عملية التصويت الإلكتروني الواسعة النطاق..لدى دولة البحرين تجربة مع التصويت الإلكتروني.. ودار حولها اعتراضا كبيرا وقلق واسع..

## أنواع التصويت الإلكتروني
- ورقة نظام التصويت الإلكتروني

هي نظام تصويت إلكتروني، ويستخدم شاشة لمس في التصويت..
من قبل الناخب وبعد الانتهاء من صب له صوتا، وحده بطباعة ألورقة للاقتراع الناخب والتي تمر إلى الموظف المسئول عن الانتخابات حتى يمكن أن تحصى في موقع مركزي. بطاقات الاقتراع وبعد ذلك عد من خلال المسح الضوئي - نظم التصويت.
وهذا النظام له ميزة ورقة اثر وكما كل شخص الأصوات المسجلة على قطعة من الورق. ومع ذلك، والثقوب التي لا يجوز أن الانحياز في لكمة ضال أو بطاقة العلامات على المسح الضوئي - بطاقة يمكن أن يؤدي إلى تصويت لا يجري العمل من قبل الإله. وعلاوة على ذلك، المادية لبطاقات الاقتراع التي ما زالت قائمة يمكن فقدت أثناء أو بعد العبور إلى مراكز عد الأصوات.
- التسجيل المباشر لأنظمه إلكترونية

هذا هو أساسا من خلال التصويت على الحاسوب..
عن طريق إدخال رقمي بطاقة الضربة الشديدة، أزرار أو لمسة الشاشة سوف تستخدم لجعل الخيارات. الأصوات المخزنة في جهاز الذاكرة الفعلية التي سيتم إرسالها إلى المحطة المركزية في التصويت. Drew العامة شبكة نظم التصويت يمكن أن ترسل النتائج بعد الانتهاء من كل الناخبين أو على دفعات طوال يوم الانتخابات. على الرغم من الأصوات التي يمكن أن ترسل عن طريق شبكة الإنترنت، وهذه تستخدم فقط لتسريع معدل العد. الذاكرة المادية ستظل الاجهزه المستخدمة للتحقق من العد.
الفائدة المرجوة من هذا النظام الانتخابي هو السرعة في النتائج التي يمكن الحصول عليها بسبب النتائج في الجدول تقريبا. كما أن هذا النظام يقلل من خطر الخطأ الميكانيكي. فيعاد التصويت من خلال الكومبيوتر، ويمكن أيضا ظهور الاقتراع التي يمكن تعديلها لتتناسب مع احتياجات الناخبين. مع الناخبين الفقراء البصر على سبيل المثال، يمكن استخدام ورقة اقتراع شكل أكبر مع النص. وهذا النظام يساعد أيضا على الحكومة توفير الأموال عن طريق إزالة الحاجة إلى طباعة بطاقات التصويت.

## التصويت على شبكة الإنترنت
التصويت على شبكة الإنترنت، يمكن أن يتم مثلاً في الأماكن النائية. هذا النظام تم اختباره في تصويت الغائب في الخارج من بعض البلدان. على سبيل المثال:استونيا، استخدمت هذا النوع من التصويت الإلكتروني عن طريق توفير نظام كلمات السر للناخبين من خلال الخدمات البريدية عبر وطنية أو هوية مزودة برقاقة رقمية..